# Wolfram Rosemann
Wolfram Rosemann (* 9. August 1925 in Rüthen; † Ende 2013 in Aachen) war ein deutscher Hörspielregisseur und -autor.

## Leben
Wolfram Rosemann war der Sohn des Mundartdichters Heinrich Rosemann. Nach dem Studium der Theaterwissenschaft, der Germanistik und der Kunstgeschichte promovierte er zum Doktor der Philosophie. Von 1954 bis 1987 unterstand die Abteilung „Westfälisches Hörspiel“ innerhalb des Westdeutschen Rundfunks Rosemanns Leitung. Ab 1958 zeichnete er bis gegen Ende der 1980er Jahre für knapp 200 Hörspielproduktionen des WDR als Regisseur verantwortlich. Daneben verfasste Rosemann in den 1990er Jahren einige Hörspiele und veröffentlichte unter dem Titel Spiellwiärks Gedichte in westfälischem Platt.
Wolfram Rosemann lebte lange Zeit in Köln und später in Aachen, wo er 2013 starb.

## Hörspiele

### Als Sprecher
- 1955: Neuer Vater gefällig? – Regie: Fritz Peter Vary

### Als Autor
- 1990: Wulkenpalaver – Regie: Frank Grupe
- 1990: Terdalkieken – Regie: Georg Bühren
- 1991: Snacken, Lustern, Kieken – Regie: Jochen Schütt
- 1994: Leiwe – of wu'm dat nömt – Regie: Georg Bühren, auch unter dem Titel Leev – oder woans dat heet – Regie: Ursula Hinrichs
- 1994: Grulig ist, över't Moor to gahn – Regie: Frank Grupe

### Als Regisseur
- 1958: De Hexenbänniger – Autor: Hubert Rohlof
- 1958: Du saß dat Supen laoten – Autor: Anton Aulke
- 1959: Dat Sündenwater – Autor: Heinrich Luhmann
- 1959: Schwanewert – Autor: August Kracht
- 1960: De Spökenkieker – Autor: Anton Aulke
- 1960: Polteraobend – Autor: Hermann Homann
- 1961: De Seelenwanderung – Autor: Karl Wagenfeld
- 1961: De Geldbül – Autor: Anton Aulke
- 1962: Wir haben einen Stern gesehen – Autor: Johannes von Hildesheim
- 1962: De Straote lang – Autor: Hermann Homann
- 1963: De Wegg trügge – Autor: Bruno Wittchen
- 1963: De deipe Graben – Autor: Fritz Drobe
- 1964: Küenink un Duohlen un Wind – Autor: Norbert Johannimloh
- 1964: Was macht Berthold – Autor: Hans Bachmüller
- 1965: Verluorne Stunne – Autor: Konrad Hansen
- 1965: Ein Drittel unseres Lebens – Autor: Herbert Lichtenfeld
- 1966: Reise nach Genua – Autor: Christian Noak
- 1966: Die Müllkippe – Autor: Ernst Gethmann
- 1967: Zack-Zack – Autor: Erwin Sylvanus
- 1967: Die Auszeichnung – Autor: Jacob Zilber
- 1968: Familjenrat – Autor: Hermann Homann
- 1968: Undine Waterwicht – Autor: Alfons Schenke
- 1969: Lüninge sind auk Mensken – Autor: Hermann Homann
- 1969: Ein Detektivspiel – Autor: Miklós Gyárfás
- 1970: De Gast – Autor: Walter Arthur Kreye
- 1970: Gedanken und Wölfe – Autor: Hans Kasper
- 1971: Die Tür – Autor: Thomas Kilroy
- 1971: Vorstellungen während der Mittagspause – Autor: Renke Korn
- 1972: Rammelige Tieden – Autor: Alfons Schenke
- 1972: Hotel der Angst – Autor: Novica Savic
- 1973: De Mann in’n Keller – Autor: Fritz Arend
- 1973: Dreih di nich üm… – Autor: Konrad Hansen
- 1974: Lustert äs niepen to – Autor: Rainer Schepper
- 1974: Een Auge is – Autor: Alfons Schenke
- 1975: Söken – Autor: Wolfgang Sieg
- 1975: Liebe Deinen Nächsten – Autor: Ernst-Otto Schlöpke
- 1976: Der Todesautomat – Autor: Jacques Fayet
- 1976: Küren – Autor: Wolfgang Sieg
- 1977: Petroleum mobile – Autor: Dieter Paul
- 1977: Die Quelle – Autor: Pierre Gascar
- 1978: Kattendisk – Autor: Peter Kuhweide
- 1978: Der Ausflug nach Le Toquet – Autor: Felix Gasbarra
- 1979: De Frau an’n Tuun – Autor: Heinz von der Wall
- 1979: Snei – Autor: Heinrich Schmidt-Barrien
- 1980: Pythagoras wärd’n Kärl – Autor: Gerd Lüpke
- 1980: De dütske Ankevader – Autorinnen: Ruth Bunkenburg/Irene Bremer unter dem gemeinsamen Pseudonym Rudolf Reiner
- 1980: Pelikans stiärwt ut – Autor: Bernard Fathmann
- 1981: Probezeit – Autor: Gerd Gotzmann
- 1981: Wi kennt us nich – Autor: Ingeborg Gurr-Sörensen
- 1982: Streß vör Klock acht – Autor: Hermann Bärthel
- 1982: Reise nao Gistern – Autor: Wolfgang Gerth
- 1983: Ich seh’ etwas, das du nicht siehst – Autor: Roderick Wilkinson
- 1983: Zauberei – Autor: György Kopányi
- 1984: Un alle sind kuemen – Autor: Alfons Schenke
- 1984: Ant’ daude Meer – Autor: Reinhard Reinke
- 1985: Trauerarbeit – Autor: Wolfgang Sieg
- 1985: De Peigeigei – Autor: Wilhelm Staudacher
- 1986: Widdemann söch… – Autor: Wolfgang Gerth
- 1986: De Spezialist – Autor: Werner Brüggemann
- 1987: Kuckuck in't Nöst – Autor: Hilda Kühl

## Auszeichnungen
- 1988: Andreas-Rottendorf-Preis für die Förderung der Niederdeutschen Sprache

## Veröffentlichungen
- 1988: Spiellwiärks, Plattdeutsche Gedichte, Selbstverlag der Niederdeutschen Bühne Münster an den Städtischen Bühnen Münster